# Wipstrik (Zwolle)
Wipstrik is een woonwijk in de Overijsselse hoofdstad Zwolle. De wijk ligt dicht bij de binnenstad en is goed bereikbaar per auto, fiets en lopend. In de wijk wonen ongeveer 6.400 mensen.

## Etymologie
De naam Wipstrik is een oude benaming voor galg. Deze wijk dankt haar naam aan de Wipstrikkerallee, een aanvoerroute naar de stad Zwolle, welke tot aan de voormalige Diezerpoort liep. Door toename in het aantal terdoodveroordelingen in de stad, werd net buiten de Diezerpoort een tweede plek aangewezen om het doodvonnis te voltrekken, buiten de al bestaande op de Grote Markt. Daar waar de tegenwoordige Wipstrikkerallee de Diezerpoort passeerde, werden in vroegere tijden mensen opgehangen.

## Geografie
De Wipstrik is opgedeeld in twee delen, Wipstrik-Zuid de zeeheldenbuurt en Wipstrik-Noord de schrijversbuurt De Oosterenk. De scheiding tussen deze twee delen is de Wipstrikkerallee, een van de grootste straten van de wijk. Aan de noordwestzijde grenst de wijk aan de Nieuwe Vecht, aan de oostkant aan de N35. De wijk ligt vlak bij het MAC³PARK stadion en heeft een eigen openluchtzwembad.

## Bebouwing
In de Wipstrik staan veel verschillende woningen, zowel qua grootte, eigendomssituatie (huur en koop), bouwjaar (vooroorlogs en naoorlogs) en bouwstijl (laagbouw, gestapeld). Veel woningen in de schrijversbuurt zijn gebouwd door Bredero Bouw Bedrijf.

## Voorzieningen
Er zijn in de wijk weinig winkels te vinden, maar de Wipstrik ligt op enkele minuten lopen van het centrum. Er zijn diverse scholen in de buurt, zoals de Geert Groteschool, de Koningin Emma School en de Oosterenk. Er zijn verschillende speeltuinen te vinden in de Wipstrik, waaronder die bij wijkcentrum De Bestevaer. Oók is er een Spar Supermarkt voor bewoners. Daarnaast ligt in de Wipstrik het oude openluchtbad van Zwolle.

## Monumenten
In de wijk ligt een Openluchtbad ontworpen door architect J.G. Wiebenga, deze is aangewezen als Rijksmonument. Er staat een molen genaamd De Passiebloem.
Wijken: Aa-landen · Assendorp · Berkum · Binnenstad · Diezerpoort · Hanzeland · Holtenbroek · Ittersum · Kamperpoort-Veerallee · Marsweteringlanden · Poort van Zwolle · Schelle · Soestweteringlanden · Stadshagen · Vechtlanden · Westenholte · Wipstrik

Buurten: Aalanden-Midden · -Noord · -Oost · -Zuid · Bagijneweide · Berkum · Binnenstad-Noord · -Zuid · Bollebieste · Breecamp · Breezicht · Brinkhoek · De Tippe · Dieze-Centrum · Frankhuis · Gerenbroek · Gerenlanden · Geren · Haerst · Hanzeland · Harculo en Hoog-Zuthem · Herfte · Het Noorden · Hogenkamp · Holtenbroek I · II · III · IV · Indische Buurt · Ittersumerbroek · Ittersumerlanden · Kamperpoort  · Katerveer-Engelse Werk · Langenholte · Mastenbroek · Meppelerstraatweg-Zuid · Milligen · Nieuw-Assendorp · Noordereiland · Oldenelerbroek · Oldenelerlanden-Oost · -West · Oud-Assendorp · Oud-Westenholte · Oud Ittersum · Oud Schelle · Pierik · Schelle-Zuid en Oldeneel · Schellerbroek · Schellerhoek · Schellerlanden · Schildersbuurt · Schoonhorst · Spoolde · Stadsbroek · Stationsbuurt · Tolhuislanden · Veerallee · Veldhoek · Vreugderijk · Werkeren · Westenholte-Stins · Wezenlanden · Wijthmen · Windesheim · Wipstrik-Noord · -Zuid · Zwolle-Zuid

Bedrijventerreinen: Floresstraat · Hanzeland · Hessenpoort · Marslanden (-Noord · -Zuid) · Oosterenk · Voorst (Voorst-A · Voorst-B · Voorst-C) · Voorsterpoort · De Vrolijkheid